# 三宅幸夫 (音楽学者)
三宅 幸夫（みやけ ゆきお、1946年2月3日 - 2017年8月14日）は、日本の音楽学者。慶應義塾大学名誉教授。

## 経歴・人物
東京都生まれ。1972年早稲田大学理工学部卒業、1978年、ドイツ・テュービンゲン大学修了、バッハを研究テーマとする（MA）。山形大学助教授・1996年教授、2001年慶應義塾大学文学部教授、2011年定年、名誉教授。日本ワーグナー協会理事長。
専門はJ.S.バッハの作曲技法、およびワーグナーを中心とする19世紀ドイツ音楽研究。ドイツ・リートの研究に新しい視点（トポス、メタファー、シンタックス）を持ち込む。論文『シューベルトの歌曲における隠喩』（『ゲーテ年鑑』第43巻）など。 
2017年8月14日、肝硬変のため死去。71歳没。

## 著書
- 『ブラームス』カラー版作曲家の生涯　新潮文庫 1986
- 『スフィンクスの嘆き バッハの生涯と作品』五柳書院 1992
- 『音楽家の言葉』五柳書院 1997
- 『菩提樹はさざめく』春秋社 2004
- 『シシュフォスの神話 ワーグナー試論』五柳書院 2014

### 共著・監修
- 『バイロイト音楽祭 2』Bayreuth Festspiele 写真 音楽之友社 1987
- 『歴史のなかの音楽』三宅幸夫 ほか著 平凡社 1988
- 『バッハ全集 第14巻 協奏曲,管弦楽曲』他著 小学館 1995
- 『バッハ全集 第7巻 ミサ曲、受難曲 1』他著 小学館 1996
- 『バッハ全集 第13巻 室内楽曲』他著 小学館 1997
- 『バッハ全集 第10巻 オルガン曲 2』他著 小学館 1999
- 『ワーグナー事典 作品・用語解説事典』三光長治,高辻知義共監修 東京書籍 2002

### 翻訳
- ミヒャエル・コルト, シュテファン・クールマン編著『バッハ 図像と証言でたどる生涯』山地良造共訳 音楽之友社 1990
- ジム・サムソン編「西洋の音楽と社会」音楽之友社

「市民音楽の抬頭 後期ロマン派1」監訳 1996
「世紀末とナショナリズム 後期ロマン派2」1996
- バリー・ミリントン, ステュアート・スペンサー編『ワーグナーの上演空間』監訳 音楽之友社 1997
- バリー・ミリントン 原著監修『ヴァーグナー大事典』山崎太郎共監修 平凡社 1999
- ワーグナー [著] 日本ワーグナー協会監修 池上純一共編訳

パルジファル　白水社 2000
ニュルンベルクのマイスタージンガー 白水社 2007
ローエングリン　五柳書院 2010
タンホイザー 五柳書院 2012
さまよえるオランダ人 五柳書院 2013